# 细萼连蕊茶
细萼连蕊茶（学名：Camellia tsofui）是山茶科山茶属的植物。分布在中国大陆的四川、江西、湖南等地，目前尚未由人工引种栽培。